# Tatsuya Mochizuki
Tatsuya Mochizuki (望月 達也, Mochizuki Tatsuya) est un footballeur japonais né le 20 avril 1963. Il évoluait au poste de milieu de terrain.

## Palmarès de joueur
- Champion du Japon en 1988
- Finaliste de la Coupe du Japon en 1989
- Finaliste de la Coupe de la Ligue japonaise en 1989